# Koreakornel
Koreakornel (Cornus kousa) eller blomsterkornel er en løvfældende, mellemhøj busk eller et lille træ. Busken er lidt sart de første 4-5 år, men derefter er den fuldt hårdfør. Frugterne smager syrligt og kan bruges som marmelade. Navnet skrives ofte korea-kornel.

## Beskrivelse
Planten har en opret vækstform, men sidegrenene kan godt være overhængende. Barken er først lysegrøn, men senere bliver den brunrød. Til sidst er den grå og afskallende. Knopperne er modsatte og brunrøde. Bladene er typiske Kornel-blade: helrandede med buede nerver. Oversiden er mørkegrøn, mens undersiden er lyst blågrøn og hårklædt. Høstfarven er rød. 
Blomstringen sker i juni. Blomsterne er samlet i kugleformede hoveder, og de enkelte blomster ser ikke ud af meget. Det gør til gengæld de fire snehvide eller let lyserøde højblade under hver blomsterstand. Frugten er en rød, jordbæragtig samlefrugt, der består af små stenfrugter.
Rodnettet er kraftigt og fint forgrenet. 
Højde x bredde og årlig tilvækst:. Målene kan anvendes ved udplantning. 
8 × 4 m (30 × 20 cm/år).

## Hjemsted
Koreakornel hører hjemme i blandede løvskove i Korea, men også i Japan og Kina findes den. 
I Namhae, Karasan og Tongyŏng områderne inden for Hallyŏ-Haesang-nationalparken, Korea vokser arten i blandede løvskove sammen med bl.a. butbladet liguster, bæræble, dværgcitron, fliget kranstop, have-aucuba, japansk bøg, japansk kristtorn, japansk løn, kinesisk ene, lampepudsergræs, mangeblomstret rose, silkepæon, skærmsølvblad, småbladet buksbom, stor japankvæde, ussuripære, Viburnum wrightii (en art af snebolle) og violblåskæg

## Anvendelse
Normalt dyrker man varieteten Cornus kousa var. Chinensis. I Danmark høstes der frø af et særligt kraftigt eksemplar af Cornus kousa i Arboretet i Hørsholm, som var 'Månedens plante' i juni 2003.

## Note
1. ↑  Yong-Shik Kim, Dong-Ok Lim, Seung- Hoon Chun og Hyun-Tak Shin: Flora of Hallyŏ-Haesang National Park – Case Study of Namhae, Karasan and Tongyŏng Areas (koreansk). Se især "Appendix 1", some er en tabel med botaniske navne, skrevet med latinske bogstaver.